# Nordbalt
Nordbalt (stiliserat som NordBalt, tidigare även kallad Swedlit) är en undervattenskabel mellan Klaipėda i Litauen och Nybro i Sverige, elområde SE4, med en överföringskapacitet på cirka 700 MW. Syftet med kabeln är att öka möjligheterna till el-handel mellan de Baltiska och Nordiska elhandelsområdena, samt att öka tryggheten för elförsörjningen i bägge områdena. Den togs i drift i februari 2016 och har hittills (2019) främst använts för att överföra elkraft från Sverige till Litauen.

## Historia
Projektet föreslogs ursprungligen 2004. Det kallades då Swindlit och innefattade uppförandet av en vindkraftspark i Östersjön samt kablar för överföring av elektrisk kraft till Sverige och Litauen. Deltagarna i detta projekt var också intresserade av att involvera Kruonis pumpkraftverk som en utjämnande resurs för vindkraft med varierande effekt.
I augusti 2006 kom de litauiska och svenska nätoperatörerna Lietuvos Energija och Svenska kraftnät överens om att genomföra en förstudie för en möjlig kraftförbindelse.  I februari 2007 tecknade de två nätoperatörerna ett avtal med det svenska konsultföretaget SWECO International om att genomföra förstudien. Förstudien färdigställdes i mars 2008 och dess slutsats var en rekommendation att genomföra projektet.
Den 9 juli 2009 undertecknade Lietuvos Energija, Latvenergo och Svenska kraftnät ett MOU - Memorandum of Understanding - för Nordbalt-projektet. Anbudsförfrågningar för Nordbalts omriktarstationer och kablar sändes ut i december 2009. Bottenundersökningarna genomfördes av Marin Mätteknik och avrapporterades i december 2009.
Den 17 december 2010 tecknades ett kontrakt om kabeltillverkning för 270 miljoner euro med ABB, och den 20 december ett kontrakt med samma leverantör om leverans av två omriktarstationer. Beställaren var nu Litgrid, en då nyligen etablerad nätoperatör i Litauen, som tog över projektet från Lietuvos Energija och Svenska kraftnät.
I mars 2013 godkände Litauens regering planerna för anläggningens utförande i kustområdet. Den 18 april 2013 gav den svenska regeringen sitt slutliga godkännande för projektet. Utläggningen av kabeln startade den 11 april 2014 med kabelläggningsfartyget C/S Lewek Connector. Utläggningsarbetet stördes upprepade gånger av den ryska flottan inom Litauens exklusiva ekonomiska zon. Detta föranledde Litauens premiärminister att kalla upp Rysslands ambassadör och protestera mot ryska brott mot Förenta nationernas havsrättskonvention (UNCLOS). Den 9 juni 2015 var kabelläggningsarbetet färdigt.
Kabelförbindelsen invigdes officiellt den 14 december 2015.  På grund av en brand i närheten av omriktarstationen i Nybro kunde dock överföring av kraft, på en test-nivå på 30 MW, påbörjas först den 1 februari 2016.  Den 17 februari 2016 skedde den första handeln på Nord Pool med kraft överförd via Nordbalt.

## Tekniska data
Den elektriska strömmen i kabeln överförs som högspänd likström (HVDC) i två ledare med spänningen ± 300 kV. Maximal effekt är cirka 700 MW. Den totala längden på kabeln är 450 km, varav 400 km sjökabel, 40 km landkabel på svensk sida och 10 km på litauisk sida. Kabeln ansluter till omriktarstationer i Nybro i Sverige och Klaipeda i Litauen, där strömmen omvandlas till växelström med spänningen 400 kV (Sverige) respektive 330 kV (Litauen).
Omvandlingen från växelström till likström (och sedan tillbaka till växelström) kräver kostsamma omriktarstationer i kabelns ändpunkter, men blir lönsam vid större längder hos en undervattenskabel på grund av de förluster som fås i en växelströmsledning som är omgiven av vatten. Vilken kabellängd som gör likströmsöverföring lönsam beror på flera tekniska och ekonomiska faktorer, men för längder över 200 km är likströmsöverföring dominerande.
Då Litauens elnät i dagsläget (2018) är synkroniserat med det ryska elnätet, så är detta  ytterligare en omständighet som gör det nödvändigt att en sammankoppling av näten sker via en likströmsförbindelse. De europeiska och ryska näten har nominellt samma frekvens, 50 Hz, men utan synkronisering uppstår små skillnader i frekvens som omöjliggör sammankoppling.
Betydande insatser genomförs på initiativ av EU för att synkronisera de forna sovjetstaternas elnät med resten av Europa, men detta kommer tidigast att kunna genomföras omkring år 2025.
| Anläggningsdel           | Koordinater                                   |
| ------------------------ | --------------------------------------------- |
| Klaipėda omriktarstation | 55°40′54″N 21°15′24″Ö / 55.68167°N 21.25667°Ö |
| Nybro omriktarstation    | 56°46′4″N 15°51′15″Ö / 56.76778°N 15.85417°Ö  |

## Drifthistorik

### Översikt överförd kraft i Nordbalt-kabeln
Kabeln har en maximal kapacitet (NTC - Net Transfer Capacity) på cirka 700 MW i bägge riktningarna, men användesunder sina tre första driftår huvudsakligen för att överföra ström från Sverige till Litauen. Max-kapaciteten 700 MW kan jämföras till exempel med effekten i de numera nedlagda två reaktorerna i Barsebäck, som var på vardera 615 MW, eller med Sveriges elförbrukning som varierar mellan cirka 15 000 och 25 000 MW.
I tabellen anges överförd kraft per år i bägge riktningar, maximal överföringskapacitet om kabeln ständigt överförde max-effekten, samt utnyttjningsgraden av kabelns kapacitet.
| År             | Överförd kraft (TWh) | Max (TWh) | Andel |
| -------------- | -------------------- | --------- | ----- |
| 2016 (mar-dec) | 2,412                | 5,376     | 44,9% |
| 2017           | 3,067                | 6,412     | 47,8% |
| 2018           | 2,597                | 6,412     | 40,5% |
| 2019           | 3,447                | 6,412     | 53,8% |
| 2020           | 4,651                | 6,412     | 72,5% |

### Driftstörningar
Landkablarna drabbades de första två åren av avbrott på tolv landskarvar. I februari 2018, efter cirka 2 års drift, beslutades att samtliga 130 landskarvar skulle bytas ut för att undvika fler avbrott. Arbetet utfördes av NKT, som numera (2018) äger och driver ABB:s kabelverksamhet, och genomfördes under tiden 16 augusti till 12 oktober 2018.

## Ekonomi
Den totala kostnaden för förbindelsen anges till €580 miljoner, varav undervattenskabelns kostnad var €270 miljoner.  €175 miljoner bekostades av EU.
Med antagande om 30 års livslängd och ett genomsnittligt utnyttjande av kabelns kapacitet till 50% så blir investeringskostnaden per överförd kWh cirka 7 öre. Till detta tillkommer kostnader för drift, underhåll och ränta.